# Камінна
Ка́мінна — село в Україні, у Львівському районі Львівської області. Населення становить 22 особи. Орган місцевого самоврядування - Перемишлянська міська рада.

## Відомі мешканці

### Народились
- Филимон Біленький (1902—1941) — громадський та освітній діяч, засновник «Пласту» (гетьманський скоб, скавтмастер) в Калуші. Член «УВО» та «Рідної школи», секретар філії «Просвіти» в Калуші.